# Servo-Kroatisch

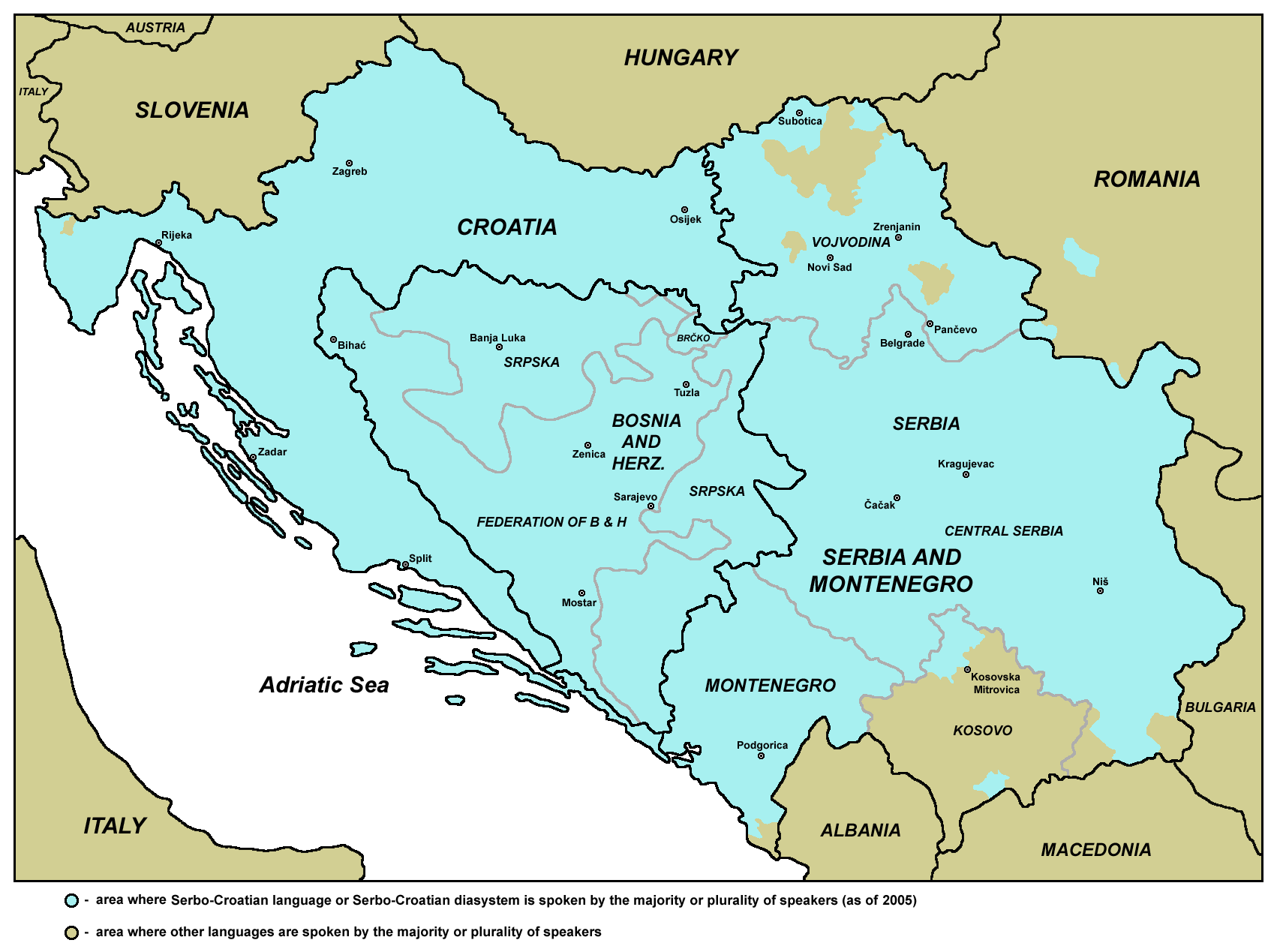
Servo-Kroatisch taalgebied (2005)

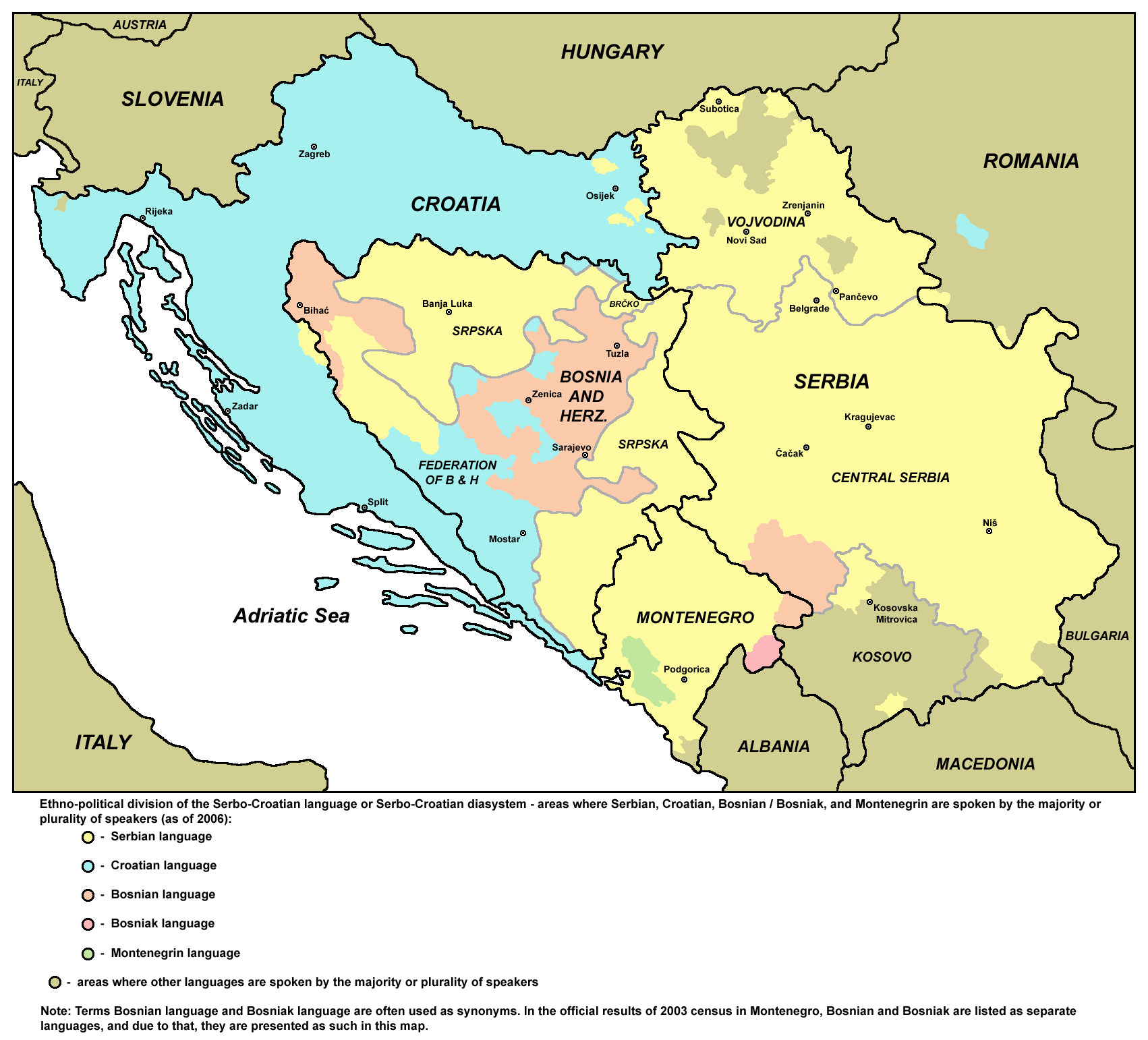
Namen die sprekers van Servo-Kroatische variëteiten aan hun taal geven

Het Servo-Kroatisch of ook wel Kroato-Servisch (srpskohrvatski of hrvatskosrpski) is een taal uit de westelijke groep van de Zuid-Slavische talen. Het was de hoofdtaal van Servië, Kroatië, Bosnië en Herzegovina en Montenegro en wordt ook gesproken en verstaan in Noord-Macedonië en Slovenië. De taal wordt verder gesproken door Servische en Kroatische minderheden in Oostenrijk, Hongarije en Roemenië.

## Terminologie
Strikt genomen kan de term "Servo-Kroatisch" duiden op twee zaken:
- Het geheel van taalvarianten in het Centraal-Zuid-Slavische dialectcontinuüm, inclusief de Servische, Kroatische, Bosnische en Montenegrijnse standaardtalen.
- De belangrijkste van de officiële talen van de Federatieve Volksrepubliek Joegoslavië, als standaardtaal gebaseerd op zowel het Kroatisch als het Servisch, en functionerend als lingua franca.

In de laatstgenoemde betekenis is de term niet meer in gebruik sinds de oude algemene standaard is vervangen door vier nationale standaardtalen. Dit artikel richt zich op het Servo-Kroatisch als gemeenschappelijk taalsysteem van de Bosniërs, Kroaten, Montenegrijnen en Serviërs.

## Sociolinguïstische situatie
Ondanks de vrij kleine verschillen worden Bosnisch, Kroatisch, Servisch en Montenegrijns door de overheden van de betrokken landen om politieke redenen als verschillende talen behandeld. In de taalwetenschap worden ze als gestandaardiseerde varianten van het Servo-Kroatisch beschouwd. De term "Servo-Kroatisch" is politiek beladen in de opvolgerstaten van Joegoslavië en bij de keuze van terminologie moet voorzichtigheid betracht worden. De standaardtalen die in Bosnië, Kroatië, Montenegro en Servië gesproken worden, liggen wel zo dicht bij elkaar dat er van één taalsysteem gesproken kan worden, met "normale" regionale verschillen (niet groter dan die tussen Amerikaans en Brits Engels, Braziliaans en Europees Portugees, enz.).
In de praktijk komt het erop neer dat een Kroaat de Kroatische standaardtaal gebruikt in situaties die dat vereisen, ongeacht het dialect dat hij spreekt, en dat een Serviër zijn dialect "Servisch" zal noemen, ongeacht de aard ervan, en omgekeerd. In Bosnië is de situatie, gezien de etnische samenstelling van de bevolking, ingewikkelder. Hoewel men aan zowel woordgebruik als zinsbouw en uitspraak in veel gevallen direct zal opmerken of een taalgebruiker Servisch, Montenegrijns, Kroatisch of Bosnisch is, zijn zowel de standaardtalen als dialecten wederzijds verstaanbaar.

## Invloeden
Het Kroatisch kent een oudere literatuurgeschiedenis en heeft enigszins Slavisch-puristische stromingen gekend; nieuwe woorden werden liever aan het Tsjechisch of het Pools ontleend dan aan niet-Slavische talen als Duits of Italiaans. Het Servisch heeft, doordat de Serviërs Servisch-orthodox zijn, meer Oudkerkslavische en Russische invloeden ondergaan. Het Bosnisch van de islamitische Bosniakken en het Servisch bevatten redelijk wat leenwoorden uit het Turks, erfenis van de Ottomaanse overheersing. Serieuze standaardisatie van de Bosnische taal is pas na de onafhankelijkheid van Bosnië en Herzegovina in 1992 begonnen.

## Alfabetten
In de loop van de geschiedenis is de taal geschreven met Latijnse, Griekse, Glagolitische, Cyrillische en Arabische letters. De taal wordt geschreven met zowel Latijnse als Cyrillische letters. Servisch en Bosnisch gebruiken beide alfabetten, terwijl het Kroatisch enkel Latijnse letters gebruikt.
In beide gevallen is de spelling nagenoeg fonetisch en de spelling in beide alfabetten correspondeert normaal gesproken een op een:

### Latijn naar Cyrillisch
| A | a | B | b | C | c | Č | č | Ć | ć | D | d | Đ | đ | Dž | dž | E | e | F | f | G | g | H | h | I | i | J | j | K | k |
| А | а | Б | б | Ц | ц | Ч | ч | Ћ | ћ | Д | д | Ђ | ђ | Џ  | џ  | Е | е | Ф | ф | Г | г | Х | х | И | и | Ј | ј | К | к |

| L | l | Lj | lj | M | m | N | n | Nj | nj | O | o | P | p | R | r | S | s | Š | š | T | t | U | u | V | v | Z | z | Ž | ž |
| Л | л | Љ  | љ  | М | м | Н | н | Њ  | њ  | О | о | П | п | Р | р | С | с | Ш | ш | Т | т | У | у | В | в | З | з | Ж | ж |

### Cyrillisch naar Latijn
| А | а | Б | б | В | в | Г | г | Д | д | Ђ | ђ | Е | е | Ж | ж | З | з | И | и | Ј | ј | К | к | Л | л | Љ  | љ  | М | м |
| A | a | B | b | V | v | G | g | D | d | Đ | đ | E | e | Ž | ž | Z | z | I | i | J | j | K | k | L | l | Lj | lj | M | m |

| Н | н | Њ  | њ  | О | о | П | п | Р | р | С | с | Т | т | Ћ | ћ | У | у | Ф | ф | Х | х | Ц | ц | Ч | ч | Џ  | џ  | Ш | ш |
| N | n | Nj | Nj | O | o | P | p | R | r | S | s | T | t | Ć | ć | U | u | F | f | H | h | C | c | Č | č | Dž | dž | Š | š |

Lj, Nj en Dž representeren onderscheiden fonemen en worden als afzonderlijke letters beschouwd. In zeldzame gevallen kunnen ze ook combinaties van twee letters vertegenwoordigen, en worden dan afzonderlijk in Cyrillische letters getranslitereerd. Bijvoorbeeld, "nadživeti" (overleven in de zin van langer leven dan) wordt getranslitereerd als "Надживети", niet als "Наџивети". Het was gebruikelijk dat Đ geschreven werd als Dj op typmachines, maar dat gebruik leidde tot dubbelzinnigheid.

## Grammaticale en fonetische bijzonderheden
- zelfstandige en bijvoeglijke naamwoorden en voornaamwoorden worden verbogen in zes¹ naamvallen, waaronder een speciale aanspreekvorm (vocatief)
- werkwoorden worden vervoegd naar persoon, getal, tijd, wijs en aspect
- persoonlijke voornaamwoorden worden bij werkwoorden meestal weggelaten, omdat de uitgang alle informatie al bevat (znam=ik weet)
- in oostelijke varianten (Servië) wordt de infinitief vermeden, in plaats daarvan gebruikt men bijzinnen: "ik wil schrijven"="hoću da pišem", letterlijk "ik wil dat ik schrijf"
- toonaccent: beklemtoonde lettergrepen kunnen stijgend of dalend worden uitgesproken, in enkele gevallen is dit betekenisonderscheidend (zie ook Neoštokavische accentterugtrekking)
- klinkers kunnen kort of lang zijn, in de spelling wordt dit niet weergegeven
- oorspronkelijke l en v zijn in sommige gevallen gevocaliseerd (tot klinker geworden): vzeti → uzeti, volk → vuk, znal → znao

¹: of zeven, maar datief en locatief zijn in de standaardtaal in alle vormen samengevallen

## Varianten
De verschillende varianten van het Servo-Kroatisch, al dan niet gestandaardiseerd, worden op twee manieren geclassificeerd:
| Kroatisch                                                                                             | Bosnisch | Servisch                                                                                                  |
| --- | --- | --- |
| Glede ispušnih plinova i zagađivanja zraka u Jeruzalemu, bilo bi potrebito poduzeti mjere sigurnosti! | U pogledu izduvnih gasova i zagađivanja vazduha u Jerusalimu, bilo bi potrebno preduzeti mjere bezbjednosti! | У погледу издувних гасова и загађивања ваздуха у Јерусалиму, било би потребно предузети мере безбедности! |

De zinnen boven zijn expres verschillend gemaakt, er is bijvoorbeeld geen verschil tussen bezbjednosti en sigurnosti: het zijn synoniemen van elkaar die in beide landen gebruikt worden. Het is vooral de hedendaagse regering die nieuwe woorden verzint (novo-Hrvatski, bosanski, novo-srbski) om de talen meer van elkaar te laten verschillen.
- op basis van het vragend voornaamwoord "wat?" onderscheidt men
  - Štokavisch, dialecten waarin wat? wordt uitgedrukt door što?
  - Čakavisch, dialecten waarin wat? wordt uitgedrukt door ča?
  - Kajkavisch, dialecten waarin wat? wordt uitgedrukt door kaj?

Alle standaardvarianten (Bosnisch, Kroatisch en Servisch) zijn Štokavisch. Kajkavisch wordt gesproken in Noord-Kroatië, tussen Zagreb en de grens met Slovenië, Čakavisch op een aantal plaatsen langs de Adriatische kust en op eilanden in de Adriatische Zee.
- binnen het Štokavisch onderscheidt men op basis van de uitspraak van de Proto-Slavische klinker ě (de zogenaamde jat', die waarschijnlijk oorspronkelijk klonk als de Engelse ash in "man" en "bad"), als in sněgъ=sneeuw, de volgende variëteiten
  - Ekavisch, dialecten waarin ě terugkomt als e: sneg
  - Jekavisch, dialecten waarin ě terugkomt als je of ije (en in bepaalde gevallen als i): snijeg
  - Ikavisch, dialecten waarin ě terugkomt als i: snig

In Kroatië wordt Ijekavisch (standaardtaal) en Ikavisch (enkele dialecten) gesproken, in Servië komt bijna uitsluitend Ekavisch voor. In Bosnië en Herzegovina komen alle varianten voor, waarbij de etniciteit van een spreker lang niet altijd bepalend is voor de gebruikte variant. De Bosnische standaardtaal is Ijekavisch. Ook in Montenegro domineert het Ijekavisch.

## Geschiedenis van de moderne standaardtaal
Alle moderne Kroatische standaardtalen zijn gebaseerd op een Štokavisch dialect. De "vader" van de moderne Servische talen is de Serviër Vuk Karadžić. Aan het begin van de 19e eeuw ontwikkelde hij, samen met Đuro Daničić, op basis van zijn eigen dialect een standaardtaal die dicht bij de volkstaal lag. In 1818 publiceerde hij een Servisch woordenboek. Bij het hervormen van de spelling hanteerde Karadžić het principe "schrijf zoals je praat" (piši kao što govoriš). Zijn inderdaad vrijwel fonetische spelling is, met kleine aanpassingen, tot op de dag van vandaag in gebruik.

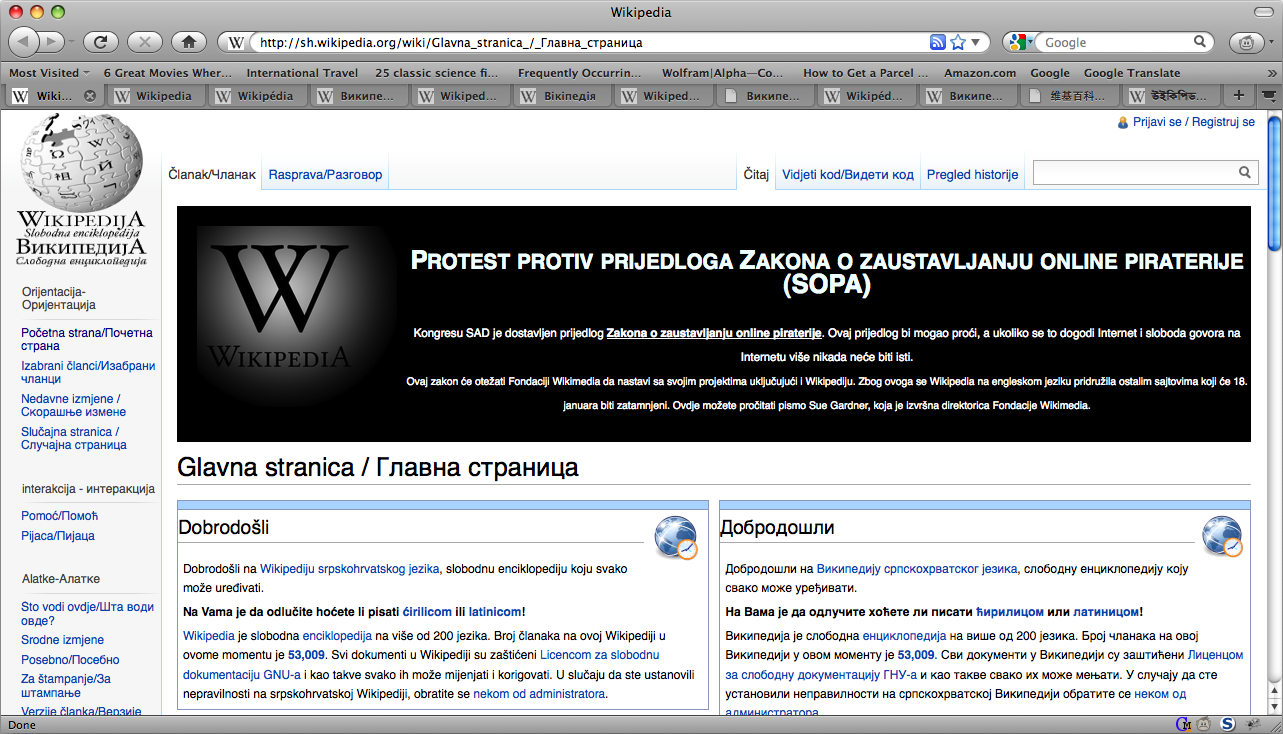
Schermafbeelding van de Servo-Kroatische Wikipedia-hoofdpagina op de hoofdpagina op 18 januari 2012 uit solidariteit met het SOPA- en PIPA-protest van de Engelstalige Wikipedia.